# Idratazione minerale
L'idratazione minerale è una reazione chimica inorganica dove viene aggiunta l'acqua alla struttura cristallina di un minerale, di solito creandone uno nuovo, in genere detto idrato. 
In termini geologici, il processo di idratazione minerale è conosciuto come metasomatismo, o alteraion ed è un processo che si verifica nel metamorfismo retrogrado. L'idratazione di minerali avviene di solito in accordo con l'idrotermalismo.
L'idratazione minerale è anche un processo che accade nella regolite tramite la conversione dei minerali silicati in minerali argillosi.
Ci sono soprattutto due modi per ottenere gli idrati minerali: uno è la conversione di un ossido in un doppio idrossido, come nell'idratazione dell'ossido di calcio CaO in idrossido di calcio Ca(OH)2; l'altro è l'incorporazione di molecole d'acqua direttamente nella struttura cristallina del minerale, come nell'idratazione dei feldspati in minerali argillosi. 
Alcune strutture minerali, per esempio, la montmorillonite, sono capaci di includere una quantità di acqua variabile senza mutamenti significativi nella struttura minerale.
L'idratazione è il meccanismo mediante il quale il cemento Portland sviluppa resistenza.